# Not Ready to Make Nice
Not Ready to Make Nice är en countrypoplåt skriven av Martie Maguire, Natalie Maines, Emily Robison och Dan Wilson, och utgiven på singel 2006 med Dixie Chicks.
Den 11 februari 2007 vann den tre Grammypriser i kategorierna Årets skiva, Årets låt, and årets bästa countryframförande av duo eller grupp med sång.
2009 rankade tidskriften Rolling Stone låten som årtiondets (2000-2009) 77:e bästa låt.
Den 25 oktober 2006 uppträdde bandet i The Oprah Winfrey Show för att marknadsföra sin dokumentärfilm Shut Up and Sing, och låtens video visades..
I låten behandlas reaktionerna på Natalie Maines uttalande om George W. Bush.

## Listplaceringar
| Lista (2006-2006) | Topplacering |
| ----------------- | ------------ |
| Australien        | 18           |
| Irland            | 47           |
| Nederländerna     | 77           |
| Schweiz           | 22           |
| Storbritannien    | 70           |
| Sverige           | 20           |
| Tyskland          | 89           |

### Fotnoter
1. ↑  "Dixie Chicks Soar, Blige, Chili Peppers Win Big At Grammys". Jonathan Cohen, Billboard. 12 februari 2007. Läst 24 november 2007.
2. ↑  ”100 Best Songs of the Decade”. Rolling Stone. 9 december 2009. Arkiverad från originalet den 16 april 2010. https://web.archive.org/web/20100416021005/http://www.rollingstone.com/news/story/31248926/100_best_songs_of_the_decade/27. Läst 19 december 2009.
3. ↑  "Not Ready to Make Nice: Controversy in London" Arkiverad 30 augusti 2008 hämtat från the Wayback Machine.. The Oprah Winfrey Show.
4. ↑  ”Dagens Nyheter”. 22 juni 2006. http://www.dn.se/kultur-noje/dixie-chicks-chockas-av-sina-egna-kanslor. Läst 28 juni 2011.
5. ↑  ”Listplacering”. http://australian-charts.com/showitem.asp?interpret=Dixie+Chicks&titel=Not+Ready+To+Make+Nice&cat=s. Läst 28 juni 2011.
6. 1 2  ”Listplacering”. http://acharts.us/song/8383. Läst 28 juni 2011.
7. ↑  ”Listplacering”. http://dutchcharts.nl/showitem.asp?interpret=Dixie+Chicks&titel=Not+Ready+To+Make+Nice&cat=s. Läst 28 juni 2011.
8. ↑  ”Listplacering”. http://hitparade.ch/showitem.asp?interpret=Dixie+Chicks&titel=Not+Ready+To+Make+Nice&cat=s. Läst 28 juni 2011.
9. ↑  ”Listplacering”. Arkiverad från originalet den 25 maj 2012. https://archive.is/20120525160123/http://www.chartstats.com/release.php?release=32297. Läst 28 juni 2011.
10. ↑  ”Listplacering”. http://hitparad.se/showitem.asp?interpret=Dixie+Chicks&titel=Not+Ready+To+Make+Nice&cat=s. Läst 28 juni 2011.